# 小林元治
小林 元治（こばやし もとじ、1952年1月 - ）は、日本の弁護士。東京弁護士会会長を経て、日本弁護士連合会会長。

## 人物・経歴
岡山県苫田郡加茂町（現津山市加茂町）生まれ。小学校は分校で、家から山道を往復１０km歩いて通った。中学校も往復１４kmを自転車で通学した。岡山県立津山高等学校を経て、1975年中央大学法学部法律学科卒業。1981年弁護士登録。
当時社会問題化していたサラ金被害と取り組み、救済の壁になっていた貸金業規制法を限定的に解釈すべきだという理論を主張した解説書「貸金業規制法」を著した。お金のない人が司法サービスを受けられるよう援助する「法律扶助」制度の拡充にも取り組み、法務省扶助制度研究会幹事として、民事法律扶助法の制定に関与した。その後、司法制度改革の中で、民事・刑事・犯罪被害者・過疎対策、情報提供を行う法テラスの創設にも関与した。日弁連の司法制度改革担当理事として、行政事件訴訟法改革にも取り組み、当事者適格の拡充、仮の救済、形式的確認訴訟の明文化などを提言して法改正に結び付けた。 この改革により、在外日本人の選挙権が認められない公職選挙法は違憲であるとの最高裁判所大法廷判決（2005年9月14日）が出された。また、在外日本人への最高裁判所裁判官の国民審査を認めていない国民審査法を違憲とする最高裁判所大法廷判決（2024年5月25日）が出された。
2016年から東京弁護士会会長、日本弁護士連合会副会長を務め、「逞しい法曹と弁護士会を目指して」を理念に掲げ、若手支援などの法曹養成等の政策課題にあたった。2021年日本弁護士政治連盟副理事長。
2022年に実施された令和4年度・同5年度日本弁護士連合会会長選挙に出馬し、当選した。
日弁連会長として、①法律扶助改革・改善を掲げ、義務教育対象年齢の子どもと同居するひとり親を対象とする法律扶助を実質的に給付制にする、②再審法改正に向けた超党派議連の立ち上げ、③国選弁護人等の報酬の一部引き上げ、などを主導した。
日本弁護士連合会として「ダイバーシティ＆インクルージョン（Ｄ＆Ｉ）推進宣言」を行い発表した。また、日弁連会長としては初めて坂本弁護士一家拉致殺害事件の被害者坂本堤弁護士、都子さん、龍彦ちゃん3人が埋められていた新潟、富山、長野の各現場に赴き慰霊した。
2022年～2024年法務省検察官適格審査会委員、日弁連法務研究財団顧問、 日弁連交通事故相談センター理事長、日本弁護士連合会再審法改正実現本部長。
2024年5月から、日本弁護士政治連盟理事長、同年6月から岡山県学生寮である公益財団法人鶴山館館長・理事長を務める。
好きな言葉は「畏天敬人」「疾風に勁草を知る」「得意澹然（とくいたんぜん）失意泰然（しついたいぜん）」「人事を尽くして天命を待つ」

## 交友
行政法学者の越智敏裕（ペンネーム：赤神諒）上智大学大学院法学研究科教授は親友。
真庭市長の太田昇、元東京地裁所長の貝阿彌誠、東京大学名誉教授（形成外科）の光嶋勲、は津山高校の同期で交友がある。
また、津山高校の同級生には、石口俊一（弁護士）、上山勤（弁護士）がいるほか、前後の学年にも山本一行（弁護士）、野之上友之（元広島高裁判事）、野之上尚（元福岡高検検事長）など法曹界で活躍した人物が多い。

## 愛読書[27]
「わが心は石にあらず」（高橋和巳著）
「坂の上の雲」（司馬遼太郎著）
「霧の旗」（松本清張著）
「法句経講義」（友松圓諦著）
「三国志」（吉川英治著）
「大地の子」（山崎豊子著）
「沈黙の春」（レイチェル・カーソン著　青樹簗一訳）
「論語」（金谷治訳注）